# Zhulou
Zhulou (kinesiska: 朱楼) är en köping i östra Kina. Den ligger i Dangshan härad i staden Suzhou i provinsen Anhui, omkring 280 kilometer norr om provinshuvudstaden Hefei. Antalet invånare är 31091. Befolkningen består av 15 476 kvinnor och 15 615 män. Barn under 15 år utgör 21,0 %, vuxna 15-64 år 66 %, och äldre över 65 år 12,0 %.